# Fußball-Oberliga Rheinland-Pfalz/Saar 2012/13
Die Saison 2012/13 der Oberliga Rheinland-Pfalz/Saar war die 35. Spielzeit der Fußball-Oberliga Rheinland-Pfalz/Saar, die bis 2012 unter dem Namen Oberliga Südwest firmierte, und die fünfte als fünfthöchste Spielklasse in Deutschland unter der Führung des Fußball-Regional-Verbandes Südwest. Die Meisterschaft und den Aufstieg in die Regionalliga sicherte sich der SVN Zweibrücken mit acht Punkten Vorsprung auf den FSV Salmrohr.
Die Abstiegsränge belegten die SpVgg EGC Wirges, der SC Halberg Brebach und die Sportfreunde Köllerbach.
Die Aufsteiger waren der SV Alemannia Waldalgesheim aus der Verbandsliga Südwest, die SpVgg Burgbrohl aus der Rheinlandliga und der FC Hertha Wiesbach aus der Saarlandliga. Aus der Regionalliga Südwest stieg der SC 07 Idar-Oberstein ab.
Der Torschützenkönig wurde Sammer Mozain vom SV Röchling Völklingen mit 26 Treffern.

## Auf- und Abstiegsregelung
- Aufstieg in die Regionalliga Südwest

Für den Aufstieg in die Regionalliga Südwest ist der Meister sportlich qualifiziert.
- Abstieg aus der Oberliga Rheinland-Pfalz/Saar

Die beiden Mannschaften auf den Plätzen 17 und 18 der Oberliga Rheinland-Pfalz/Saar steigen am Ende der Saison in die jeweiligen Verbands- und Landesligen ihres Verbandes ab. In Abhängigkeit von der Anzahl der Absteiger aus der Regionalliga Südwest aus dem Fußball-Regional-Verband Südwest steigt die Anzahl der Absteiger auf maximal fünf Vereine.
- Aufstieg in die Oberliga Rheinland-Pfalz/Saar

Aus der Rheinlandliga, Saarlandliga und Verbandsliga Südwest steigen die drei Meister auf.

## Tabelle
| Pl. | Verein                  | Sp. | S  | U  | N  | Tore    | Diff. | Punkte |
| --- | ----------------------- | --- | -- | -- | -- | ------- | ----- | ------ |
| 1.  | SVN Zweibrücken         | 34  | 25 | 6  | 3  | 070:230 | +47   | 81     |
| 2.  | FSV Salmrohr            | 34  | 22 | 7  | 5  | 086:340 | +52   | 73     |
| 3.  | SC Hauenstein           | 34  | 20 | 6  | 8  | 074:510 | +23   | 66     |
| 4.  | 1. FC Saarbrücken II    | 34  | 15 | 13 | 6  | 068:450 | +23   | 58     |
| 5.  | Borussia Neunkirchen    | 34  | 17 | 5  | 12 | 048:390 | +9    | 56     |
| 6.  | Arminia Ludwigshafen    | 34  | 14 | 9  | 11 | 060:500 | +10   | 51     |
| 7.  | TuS Mechtersheim        | 34  | 14 | 8  | 12 | 051:520 | −1    | 50     |
| 8.  | FK Pirmasens            | 34  | 15 | 4  | 15 | 050:500 | ±0    | 49     |
| 9.  | SG 06 Betzdorf          | 34  | 13 | 8  | 13 | 053:580 | −5    | 47     |
| 10. | SV Röchling Völklingen  | 34  | 14 | 4  | 16 | 053:580 | −5    | 46     |
| 11. | TSG Pfeddersheim (N)    | 34  | 11 | 10 | 13 | 046:460 | ±0    | 43     |
| 12. | SV Roßbach/Verscheid    | 34  | 11 | 9  | 14 | 045:570 | −12   | 42     |
| 13. | SV Mehring (N)          | 34  | 12 | 5  | 17 | 046:550 | −9    | 41     |
| 14. | SV Gonsenheim           | 34  | 12 | 5  | 17 | 053:650 | −12   | 41     |
| 15. | SV Elversberg II        | 34  | 10 | 8  | 16 | 054:540 | ±0    | 38     |
| 16. | SpVgg EGC Wirges        | 34  | 10 | 8  | 16 | 040:570 | −17   | 38     |
| 17. | SC Halberg Brebach (N)  | 34  | 4  | 6  | 24 | 028:790 | −51   | 18     |
| 18. | Sportfreunde Köllerbach | 34  | 3  | 7  | 24 | 037:890 | −52   | 16     |

| (N) | Aufsteiger aus der Verbands- oder Landesliga |

## Kreuztabelle
Die Kreuztabelle stellt die Ergebnisse aller Spiele dieser Saison dar. Die Heimmannschaft ist in der linken Spalte, die Gastmannschaft in der oberen Zeile aufgelistet.
| 2012/13                 | FK Pirmasens | SVN Zweibrücken | Arminia Ludwigshafen | SC Hauenstein | FSV Salmrohr | Borussia Neunkirchen | 1. FC Saarbrücken II | SV Gonsenheim | TuS Mechtersheim | SpVgg EGC Wirges | SV Röchling Völklingen | SG Betzdorf | SV Roßbach/Verscheid | SV Elversberg II | Sportfreunde Köllerbach | TSG Pfeddersheim | SC Halberg Brebach | SV Mehring |
| ----------------------- | ------------ | --------------- | -------------------- | ------------- | ------------ | -------------------- | -------------------- | ------------- | ---------------- | ---------------- | ---------------------- | ----------- | -------------------- | ---------------- | ----------------------- | ---------------- | ------------------ | ---------- |
| FK Pirmasens            |              | 0:3             | 3:1                  | 0:2           | 2:0          | 0:2                  | 1:4                  | 2:0           | 1:0              | 1:2              | 1:0                    | 0:1         | 5:1                  | 2:4              | 3:2                     | 3:5              | 0:0                | 3:0        |
| SVN Zweibrücken         | 1:1          |                 | 2:0                  | 3:3           | 0:0          | 1:0                  | 3:1                  | 3:1           | 3:0              | 4:0              | 3:2                    | 2:1         | 3:1                  | 2:0              | 1:2                     | 2:1              | 5:1                | 1:0        |
| Arminia Ludwigshafen    | 0:1          | 0:1             |                      | 1:3           | 1:1          | 0:2                  | 2:0                  | 3:0           | 3:0              | 2:1              | 3:1                    | 3:3         | 0:2                  | 2:1              | 3:3                     | 4:0              | 4:2                | 1:1        |
| SC Hauenstein           | 3:1          | 1:2             | 0:2                  |               | 0:1          | 2:0                  | 2:1                  | 3:3           | 1:3              | 1:0              | 5:1                    | 3:1         | 2:0                  | 2:0              | 3:0                     | 3:2              | 3:1                | 3:2        |
| FSV Salmrohr            | 3:1          | 0:2             | 3:3                  | 6:0           |              | 2:0                  | 6:1                  | 3:0           | 2:3              | 8:0              | 3:1                    | 3:1         | 4:2                  | 1:1              | 3:2                     | 4:1              | 6:1                | 4:1        |
| Borussia Neunkirchen    | 0:1          | 0:1             | 2:1                  | 2:1           | 0:3          |                      | 0:1                  | 3:0           | 1:1              | 2:0              | 1:2                    | 3:1         | 2:2                  | 3:2              | 4:1                     | 0:1              | 1:1                | 2:1        |
| 1. FC Saarbrücken II    | 3:0          | 1:2             | 1:1                  | 5:3           | 0:0          | 1:1                  |                      | 3:1           | 2:2              | 4:1              | 2:2                    | 0:0         | 6:1                  | 1:1              | 3:1                     | 0:0              | 1:1                | 1:1        |
| SV Gonsenheim           | 3:1          | 2:1             | 3:0                  | 1:2           | 2:1          | 2:0                  | 2:2                  |               | 3:2              | 1:2              | 1:1                    | 4:5         | 1:3                  | 2:0              | 1:0                     | 1:0              | 1:3                | 3:4        |
| TuS Mechtersheim        | 0:3          | 0:2             | 0:3                  | 2:4           | 3:0          | 0:1                  | 2:2                  | 3:3           |                  | 2:0              | 3:1                    | 3:0         | 2:1                  | 3:1              | 0:0                     | 3:1              | 5:1                | 0:3        |
| SpVgg EGC Wirges        | 1:2          | 0:0             | 1:2                  | 0:0           | 1:1          | 1:3                  | 2:1                  | 3:0           | 3:0              |                  | 0:3                    | 1:2         | 2:2                  | 1:0              | 4:1                     | 1:1              | 1:1                | 2:0        |
| SV Röchling Völklingen  | 0:1          | 1:3             | 1:1                  | 2:2           | 0:3          | 0:1                  | 0:3                  | 1:2           | 0:1              | 3:1              |                        | 2:0         | 2:0                  | 1:3              | 4:3                     | 2:1              | 2:0                | 2:0        |
| SG 06 Betzdorf          | 2:2          | 1:3             | 4:2                  | 4:0           | 2:4          | 1:1                  | 2:3                  | 1:0           | 1:1              | 0:1              | 4:2                    |             | 1:0                  | 2:0              | 2:0                     | 0:0              | 3:0                | 1:0        |
| SV Roßbach/Verscheid    | 2:1          | 0:2             | 2:2                  | 0:5           | 1:1          | 2:0                  | 0:1                  | 1:0           | 0:1              | 2:2              | 0:2                    | 4:1         |                      | 0:0              | 4:3                     | 1:1              | 2:1                | 1:1        |
| SV Elversberg II        | 1:1          | 1:0             | 1:1                  | 2:2           | 0:3          | 2:4                  | 1:4                  | 5:2           | 0:1              | 2:0              | 2:3                    | 5:0         | 1:4                  |                  | 1:1                     | 2:0              | 3:1                | 0:1        |
| Sportfreunde Köllerbach | 0:4          | 0:3             | 0:3                  | 1:4           | 1:2          | 1:3                  | 2:4                  | 0:4           | 2:2              | 1:1              | 0:2                    | 2:2         | 0:3                  | 2:5              |                         | 1:1              | 2:0                | 1:3        |
| TSG Pfeddersheim        | 2:0          | 1:1             | 1:2                  | 2:3           | 0:1          | 2:3                  | 1:1                  | 1:1           | 4:2              | 3:1              | 0:2                    | 1:0         | 0:0                  | 0:0              | 3:0                     |                  | 3:0                | 3:0        |
| SC Halberg Brebach      | 0:2          | 1:5             | 1:3                  | 0:0           | 1:2          | 0:1                  | 0:3                  | 1:2           | 0:0              | 0:3              | 1:3                    | 2:3         | 0:1                  | 2:0              | 3:0                     | 1:2              |                    | 0:7        |
| SV Mehring              | 2:1          | 0:0             | 3:1                  | 0:3           | 0:2          | 2:0                  | 1:2                  | 2:1           | 0:1              | 2:1              | 4:2                    | 1:1         | 2:0                  | 0:7              | 1:2                     | 1:2              | 0:1                |            |

## Torschützenliste
| Pl.                      | Nat.        | Spieler          | Verein                 | Tore |
| ------------------------ | ----------- | ---------------- | ---------------------- | ---- |
| 1                        | Irak        | Sammer Mozain    | SV Röchling Völklingen | 26   |
| 2                        | Deutschland | Andreas Haas 1   | SC Halberg Brebach (4) | 24   |
| 2                        | Deutschland | Andreas Haas 1   | SVN Zweibrücken (20)   | 24   |
| 3                        | Deutschland | Daniel Hammel    | SG 06 Betzdorf         | 15   |
| 3                        | Deutschland | Eric Veth        | SC Hauenstein          | 15   |
| 5                        | Deutschland | Gordon Addai     | SV Roßbach/Verscheid   | 12   |
| 5                        | Deutschland | Lars Bohm        | SpVgg EGC Wirges       | 12   |
| 5                        | Deutschland | Philipp Böhmer   | SG 06 Betzdorf         | 12   |
| 5                        | Deutschland | Patrick Freyer   | FK Pirmasens           | 12   |
| 5                        | Deutschland | Jens Leithmann   | Arminia Ludwigshafen   | 12   |
| 5                        | Deutschland | Michael Petry    | 1. FC Saarbrücken II   | 12   |
| 5                        | Frankreich  | Pascal Stelletta | Borussia Neunkirchen   | 12   |
| 5                        | Deutschland | Jonathan Zinram  | SV Gonsenheim          | 12   |
| Quelle: transfermarkt.de |             |                  |                        |      |

## Stadien
| Name                            | Stadt                         | Verein                  | Kapazität |
| ------------------------------- | ----------------------------- | ----------------------- | --------- |
| Ellenfeldstadion                | Neunkirchen                   | Borussia Neunkirchen    | 23.400    |
| FC-Sportfeld                    | Saarbrücken                   | 1. FC Saarbrücken II    | 12.000    |
| Hermann-Neuberger-Stadion       | Völklingen                    | SV Röchling Völklingen  | 12.000    |
| Salmtalstadion                  | Salmtal                       | FSV Salmrohr            | 10.300    |
| Sportpark Husterhöhe            | Pirmasens                     | FK Pirmasens            | 10.000    |
| Waldstadion Kaiserlinde         | Spiesen-Elversberg            | SV Elversberg II        | 08.000    |
| Stadion Auf dem Bühl            | Betzdorf                      | SG 06 Betzdorf          | 06.500    |
| Stadion am Neding               | Hauenstein                    | SC Hauenstein           | 05.000    |
| Theodor-Heuss-Stadion           | Wirges                        | SpVgg EGC Wirges        | 05.000    |
| Westpfalzstadion                | Zweibrücken-Niederauerbach    | SVN Zweibrücken         | 05.000    |
| Waldsportanlage Gonsenheim      | Mainz-Gonsenheim              | SV Gonsenheim           | 03.000    |
| Uwe-Becker-Stadion              | Worms-Pfeddersheim            | TSG Pfeddersheim        | 03.000    |
| Stadion an der Turnhalle        | Saarbrücken-Brebach-Fechingen | SC Halberg Brebach      | 02.500    |
| Sportplatz an der Burg          | Köllerbach-Püttlingen         | Sportfreunde Köllerbach | 02.500    |
| Sportplatz Auf der Lay          | Mehring                       | SV Mehring              | 02.500    |
| Bezirkssportanlage Rheingönheim | Ludwigshafen-Rheingönheim     | Arminia Ludwigshafen    | 02.000    |
| Stadion an der Kirschenallee    | Römerberg-Mechtersheim        | TuS Mechtersheim        | 02.000    |
| Sportplatz in der Au            | Roßbach                       | SV Roßbach/Verscheid    | 02.000    |